# Championnats de France de triathlon cross 2024
Navigation
2023 2025
Les championnats de France de triathlon cross 2024, ont lieu à Val-Revermont dans l'Ain le 12 septembre 2024.

## Résultats
Les tableaux présentent le podium du classement général. La course s'est déroulée sur une seule épreuve mixte.
| Place              | Triathlète   | Temps           |
| ------------------ | ------------ | --------------- |
| Médaille d'or      | Nicolas Duré | 1 h 52 min 14 s |
| Médaille d'argent  | Théo Dupras  | 1 h 54 min 17 s |
| Médaille de bronze | Hugo Bourjon | 1 h 56 min 37 s |

| Place              | Triathlète     | Temps           |
| ------------------ | -------------- | --------------- |
| Médaille d'or      | Romane Cizeron | 2 h 20 min 18 s |
| Médaille d'argent  | Emma Ducreux   | 2 h 20 min 57 s |
| Médaille de bronze | Camille Jobard | 2 h 21 min 47 s |